# Deelemanikara christae
Genre
Espèce
Deelemanikara christae, unique représentant du genre Deelemanikara, est une espèce d'araignées aranéomorphes de la famille des Sparassidae.

## Distribution
Cette espèce est endémique de Madagascar. Elle se rencontre vers Beparasy.

## Description
Les femelles mesurent de 5,6 à 8,1 mm.

## Étymologie
Cette espèce est nommée en l'honneur de Christa Laetitia Deeleman-Reinhold.
Ce genre est nommé en l'honneur de Christa Laetitia Deeleman-Reinhold.

## Publication originale
- Jäger, 2021 : « Two new enigmatic genera of huntsman spiders from Madagascar (Araneae: Sparassidae). » Zootaxa, no 4984(1), p. 335-346.